# Pedro Saad Herrería
Pedro Saad Herrería (Guayaquil, 16 de septiembre de 1940 - Quito, 6 de junio de 2014) fue un escritor, cineasta, político, diplomático, historiador y periodista ecuatoriano.

## Biografía

### Carrera política
Pedro Saad Herrería nació en Guayaquil, Ecuador, el 16 de septiembre de 1940 y fue hijo del líder político del Partido Comunista del Ecuador, Pedro Saad Niyaim y de Isabel Herrería. En la política, Saad fue militante de la Izquierda Democrática (ID), también fue secretario de Información en el gobierno de Rodrigo Borja Cevallos (1988-1992) y ocupó el cargo de asesor del presidente Alfredo Palacio, también se desempeñó como Ministro de Economía y diplomático.

### Aportes culturales
En el ámbito cultural se desempeñó como director de teatro, fue columnista de varios medios de comunicación impresos y escribió varios libros a lo largo de su vida, tales como Historias del pueblo de Guayaquil, Ecuador un país en imágenes, La caída de Abdalá, entre otros.

### Reconocimientos
En abril de 2014, Saad recibió un homenaje por parte de la logia masónica Voltaire en la Casa de la Cultura de Quito y fue condecorado con la Medalla al Mérito Cultural, reconocimiento otorgado por su amplia y prolífica trayectoria intelectual.

### Salud y muerte
Su salud se deterioró, conviviendo por años con una enfermedad crónica pulmonar que se agravó, lo que lo llevó a emprender una campaña en contra del tabaco. En la mañana del viernes 6 de junio de 2014 falleció en Quito a los 73 años de edad, de un paro cardíaco, sus restos fueron cremados en la noche de ese día y trasladado a la Sala Benjamín Carrión de la Casa de la Cultura Ecuatoriana de Quito, donde recibió varios homenajes.